# Chapelle Saint-Charles des Ruffins de Montreuil
La chapelle Saint-Charles des Ruffins est une ancienne chapelle de Montreuil (en Seine-Saint-Denis), située rue des Ruffins, dans le quartier éponyme. Elle est construite à côté de l'église Saint-Charles.

## Historique
Cette chapelle est construite en 1933 dans le cadre de l'Œuvre des Chantiers du Cardinal.
Dans les années 1980, elle est transformée en école par adjonction d'un étage, et fait aujourd'hui partie du collège Henri-Matisse.

## Description
C'est un bâtiment en briques rouges, terminé par un chevet plat.